# MÁV 242 sorozat
A legnagyobb sebességű magyar gőzmozdonyok a MÁV 242 sorozat (közkeletű nevén „Szellem”, illetve „Koporsó”) szertartályos mozdonyai voltak. 1936-1939 között 4 épült belőlük, egy Berlin-Hamburg között végrehajtott kísérlet során 152 km/h sebességet értek el. A Püspökladány-Biharkeresztesi (101-es) vonalon egy mérés során a 242-002 számú gép elérte a 167 km/h sebességet 1961-ben így sebességrekorder gőzmozdony volt.

## A típus története
Az első világháborút követő trianoni országcsonkítás súlyos következményekkel volt a magyar vasúti közlekedésre is. A világháborút megelőzően méltán az európai élmezőnybe tartozó mozdonyfejlesztések már nem voltak finanszírozhatóak a MÁV-nál, mozdonyállományának nagyobbik része az elszakított területeken maradt, vonalhálózata, forgalma a korábbi töredékére esett vissza. Súlyosbította a helyzetet az 1929-ben bekövetkezett nagy gazdasági világválság is. Ezek következményeként az 1930-as évekre a MÁV még mindig csak 100 km/h sebességre képes gyorsvonati mozdonyokkal rendelkezett. Bár az időközben megindult motorizáció következtében megjelentek a korszerű dízelmotoros, ún. gyorssínautóbuszok, ám azok csak könnyű gyorsvonati szolgálatra voltak alkalmasak. Ebben a helyzetben a két vasúti járműgyár a Ganz és a MÁVAG versengésének köszönhetően született meg 1934-ben a GANZ gyárban az ÁRPÁD gyorssínautóbusz és erre válaszként a MÁVAG-nál a 242 sorozatú gőzmozdony, amely a gyár 129-es szerkezetszámú mozdonya volt.
A mozdony megalkotásánál az alábbi szempontokat tartották elsősorban fontosnak:
- max. 4-5 négytengelyes kocsiból álló gyorsvonati szerelvény továbbítására legyen alkalmas
- engedélyezési sebessége legalább 120 km/h legyen
- áramvonalas burkolatú legyen a nagy sebesség miatt
- gyorsvonati kiegészítő fékkel rendelkezzen, hogy képes legyen megállni az előírt féktávolságon
- tengelyterhelése minél kisebb legyen a magyar pályaviszonyokra való tekintettel
- legyen kiegyensúlyozott nyugodt futású a nagy sebességre tekintettel, és mindkét menetirányban azonos sebességgel haladhasson, hogy ne legyen szükség fordításra a végponton
- hatótávolsága 200–250 km legyen

## Szerkezete

### Kazán
A mozdony kazánjának felépítése követte a MÁVAG korábbi mozdonyai jól bevált kazánszerkesztési elveit. A kazánt az ikergépes túlhevített üzemnek megfelelő 18 atm üzemi gőznyomásra tervezték. Az állókazán sík tűzszekrényes volt, sík tűzszekrénymennyezetű, amit mennyezetcsavarok tartottak. A többi tűzszekrénytámfal támcsavaros volt. A 2,75 m² felületű rostélyt közepes minőségű hazai barnaszenekre méretezték, és a közepén billenthető rostélymezőt képeztek ki, amelyet szítóvassal lehetett működtetni. A rostély alatt tágas hamuládát alakítottak ki, melynek első és hátsó részén is zsalut képeztek ki, amiket a menetiránynak megfelelően nyitottak, illetve zártak.
A hosszkazán szegecselt kivitelű. A túlhevítő Schmidt rendszerű nagycsöves volt. A hosszkazánon két gőzszabályzót helyeztek el: az egyik hagyományos tolattyúst a gőzdómban a nedves gőz szabályzására, míg a másik Wágner rendszerű szelepest a füstkamrában, a túlhevítő gőzgyűjtőjében.
A kazán tápvízellátásáról Friedmann rendszerű fáradtgőzlövettyű gondoskodott rácsos víztisztítón keresztül.
A kémény kúpos, a fúvócső nem állítható. A kosár alakú szikrafogó perforált lemezből készült.

### Gépezet
A két iker rendszerű gőzhenger a kereten kívül lett elhelyezve. A körtolattyúk a gőzhengerekkel egy szerkezeti elembe kerültek elhelyezésre. A tolattyúk keskenygyűrűs kivitelűek. A vezérlés belső beömlésű Heusinger rendszerű. A keresztfej egyvezetékes. A keresztfejvezeték elöl a hengeröntvényre, hátul a lengőív tartóöntvényére támaszkodik.

### Keret, futómű
A mozdony nagy sebessége miatt a futóműre rendkívül nagy figyelmet fordítottak. A lehető legjobb futási tulajdonságok elérése érdekében választották a 2’B2’ tengelyelrendezést. A 242 volt a MÁV (és a MÁVAG) első olyan mozdonya, melynél az első és hátsó futótengelyek is forgóvázban voltak ágyazva. Ez lehetővé tette a mozdony azonos sebességű és azonos menettulajdonságú közlekedését mindkét irányba. A forgóvázak mindkét irányba elfordulhattak 2˚ 50’-et, és ezenkívül oldalirányba is elmozdulhattak 70–70 mm-t rugók ellenében. A csatolt kerekek ágyazása viszont igen szoros volt. Ezzel a mozdony futása még nagy sebességnél is rendkívül nyugodt volt. A csatolt tengelyek lemezrugóit himbák kötötték össze.
A keret két főtartója végigfutott a mozdony teljes hosszán, 28 mm vastag, 1076 mm széles; keretkötések fogták össze arányosan elhelyezett kereszttartókkal.

### Segédberendezések
A mozdonyt Knorr rendszerű önműködő légnyomásos fékkel és gyorsvonati kiegészítő fékkel szerelték fel, amely önműködően módosította a fékezőerőt a haladási sebesség függvényében. Ezenkívül nem önműködő kiegészítő fékkel és kézifékkel is felszerelték.
A gépezet és a futómű kenéséről egy-egy, a hátsó csatolt kerékről hajtott kenőszivattyú gondoskodott.

## Felhasználásuk
A 242 sorozatú áramvonalas gőzmozdony eredetileg az ún. könnyű, 3-4 négytengelyű személykocsiból álló gyorsvonatok továbbítására készült. A mozdonyból, amely a MÁV leggyorsabb gőzmozdonya volt, a MÁVAG 1936 és 1940 között összesen 4 darabot gyártott. A különösen jól sikerült futómű a mozdony rendkívül nyugodt futását eredményezte. Jól bizonyítja ezt, hogy más sorozatú gőzmozdonyokhoz viszonyítva a 242 sorozatú mozdony egyes pályaszakaszokon 20–30 km/h-val nagyobb sebességgel közlekedhetett. A mozdony a viszonylag kis szénkészletével 200–250 km utat tudott megtenni.
Az áramvonalas burkolatú mozdonyok Budapest és Miskolc-Kassa vonalon 120 km/h sebességgel továbbították a gyorsvonatokat az 1930-as évek közepétől. Ezek a gépek voltak az utolsó, Európában menetrend szerint közlekedő áramvonalas gőzmozdonyok. Legutoljára e mozdonyok kettesével ("előfogatolva") Budapest-Biharkeresztes között a nagy terhelésű Balt-Orient expresszt továbbították.
A sorozat egyetlen megmaradt példánya a 242,001 pályaszámú gép, amit selejtezés után Püspökladányban állítottak ki, ahol 1981 és 1998 között volt, majd '98 és 2002 között újították fel,  budapesti Istvántelki Járműjavító üzemben. Felújítása során a mozdony kívülről közel eredeti állapotban pompázik, ám "belülről" korántsem. Az egyik legszembetűnőbb átalakítás a mozdonyon, hogy az eredeti széntüzelést átalakították finomítottgázolaj-tüzelésre, a kor igényeinek megfelelően. Ezen kívül számos apróbb átalakítást is végeztek, de minden átalakítás ellenére ez a rendkívül impozáns gőzmozdony a hazai nosztalgiaflotta egyik "sztárja". Jelenleg a MÁV északi járműjavítójában tartják. A tervek szerint a kőbányai Közlekedési Múzeumban lesz kiállítva.